# Sebastian Weiss (Musiker)
Sebastian Weiss ist ein deutscher Jazzpianist.
Weiss studierte zunächst klassisches und Jazzklavier bei Dieter Glawischnig in Hamburg. Er setzte dann seine Ausbildung an der Manhattan School of Music bei Jaki Byard und nach dessen Ermordung 1999 bei Mark Soskin fort. 2000 erschien sein Debütalbum Polaroid Memory mit dem Bassisten Bob Bowen und dem Schlagzeuger Dan Weiss. Im gleichen Jahr wirkte er an Scott Hesses Album Flame Within the Fire mit.
Es folgte das Album Monumentum, auf dem außer ihm, Bob Bowen und Dan Weiss der Saxophonist Miguel Zenón spielt. Nach Tourneen 2001 und 2002 mit Gitte Hænning nahm er mit ihr, Stefan Weeke und Thomas Alkier das Album Jazz auf. Mit der Jazzsängerin Chinaza entstand 2004 das Album Changes.  2009 erschien das Album Resolve (mit Pepe Berns und Heinrich Köbberling).
| Personendaten    | Personendaten         |
| ---------------- | --------------------- |
| NAME             | Weiss, Sebastian      |
| KURZBESCHREIBUNG | deutscher Jazzpianist |
| GEBURTSDATUM     | 20. Jahrhundert       |